# Carlos Miranda
Luis Carlos Miranda Cordal (Santiago del Cile, 17 luglio 1945 – Granada, 20 novembre 2016) è stato un pianista, compositore e attore spagnolo.

## Biografia
Luis Carlos Miranda, anche conosciuto come Carlos Miranda, inizia i suoi studi musicali in Cile, il suo paese natale, e poi si trasferisce in Italia dove lavora come apprendista in produzione e direzione nei film Romeo e Giulietta (Franco Zeffirelli - 1967) e Teorema (Pier Paolo Pasolini, 1968). Nel 1971 ottenne una borsa di studio del British Council per studiare pianoforte, composizione e direzione di orchestra nel Royal College of Music, Londra. Entra quindi nella Rambert Dance Company (1974-78) come pianista e compositore. Inizia inoltre una stretta collaborazione con Lindsay Kemp e la sua compagnia come direttore musicale, autore e compositore.

## Opere
Musiche per Rambert Dance Co.: The Parades Gone By (Kemp, 1976, ricreato dopo in Italia come Sogni di Hollywood) e Cruel Garden (Bruce/Kemp, 1977), anche in versione televisiva della BBC (Colin Nears) che ha vinto il Prix Italia Musica - 1982.
Musiche per la Compagnia Lindsay Kemp: Sogno di una notte di mezza estate, liberamente tratto dal testo di William Shakespeare, Duende, poema fantastico per Federico García Lorca, The Big Parade, (omaggio al cinema muto), Nijinsky il matto, Cenerentola, una operetta gotica, Variété, e Elizabeth I, the last dance. Tanti di questi spettacoli sono stati ripresentati durante vari decenni per Europa, le Americhe, Israel, Singapore, Giappone e Australia.
Miranda ha anche scritto composizioni per la BBC Radio 3, per le Cerimonie Olimpiche di Barcelona 1992, ha collaborato con l'attrice e regista Núria Espert ed il coreografo e ballerino Cesc Gelabert.
Ha scritto diverse colonne sonore per i film di cineasti indipendenti spagnoli, tra le quali: Hamlet (1976) e Sogno di una notte di mezza estate (1984, versione filmata dello spettacolo della Compagnia Lindsay Kemp) di Celestino Coronado; Gaudì (1988) di Manuel Huerga; El Placer de Matar (1988) e Zabu la rossa (1991) di Félix Rotaeta.

## Film come attore
- Velvet Goldmine, (Todd Haynes -1998)
- Bastardo dentro, Patrick Alessandrin - 2003)
- La Fiesta del Chivo (La Festa del Caprone, Luis Llosa - 2005)
- Goya's Ghosts (L'ultimo inquisitore - Miloš Forman - 2006)
- Karol - Un papa rimasto uomo (TV film, Giacomo Battiato - 2006)
- The Promise (Terry George - 2016)

## Discografia
- Carlos Miranda A Midsummer Night's Dream, The Lindsay Kemp Co. CD - Fonè Records
- Carlos Miranda The Big Parade, The Lindsay Kemp Co. CD - Fonè Records
- Carlos Miranda Cinderella, a gothic operetta CD - Miranda Records
- Chilean Music of the 20th Century, Volumes VII and VIII, Luis Carlos Miranda, pianista

## Premi
- Belgrade International Theatre Festival - BITEF 1979 - Special Award for "Cruel Garden"[9]
- Krakow Film Festival 1979 - Special Prize for music "Dancers" (film, regia di John Chesworth, Derek Hart)[10]
- Belgrade International Theatre Festival - BITEF 1981 - Special Award for "A Midsummer Night's Dream"[11]
- Prix Italia Musica 1982 per "Cruel Garden"[3]